# Marie Heim-Vögtlin
Marie Heim-Vögtlin, née le 7 octobre 1845 à Bözen et morte le 7 novembre 1916 à Zurich, est la première femme médecin suisse, une écrivaine et la fondatrice du premier hôpital gynécologique de Suisse.

## Biographie

### Formation
Fille du pasteur officiant à Bözen Julius Daniel Vögtlin et de  Henriette Benker , Marie Vögtlin suit un enseignement privé en Romandie puis à Zurich. Son père devenu veuf, elle s'occupe du ménage familial et prépare sa maturité gumnasiale en autodidacte. Elle doit demander au directeur  de l’Instruction publique d'Argovie Augustin Keller l'autorisation de passer sa maturité,.
Elle demande à être admise aux études de médecine à l'Université de Zurich,  première faculté de médecine en Europe à accueillir des femmes. Après avoir obtenu le soutien  de son père, réticent au départ, elle  peut s'y inscrire en 1868 devenant ainsi la première suissesse inscrite dans cette faculté
,. Son admission provoque un scandale national. De nombreux conservateurs décrivent alors l'éducation médicale des femmes comme une honte et une perte de temps. Le conseil fédéral doit prendre un arrêté spécial pour qu'elle puisse passer l'examen de médecine car l'université s'y oppose.  Elle passe finalement en 1873 les examens avec mention et étudie ensuite la gynécologie à Leipzig puis  travaille dans une maternité de Dresde. Le 11 juillet 1874, elle obtient son doctorat à Zurich avec comme sujet À propos de l'état des organes génitaux de suites de couches. L'intervention de son père s'avère nécessaire pour qu'elle obtienne l'autorisation officielle d'exercer la médecine à Zurich.

### Vie professionnelle et familiale
Marie Vögtlin ouvre un cabinet et acquiert rapidement la réputation d'être une médecin compétente et appréciée, qui se distingue pour sa générosité envers les femmes pauvres.
En 1875, elle épouse le géologue Albert Heim professeur à l’École polytechnique de Zurich après qu'il lui ait donné la permission (conformément à la loi de l'époque) de continuer à travailler après le mariage. Le couple a deux enfants, Arnold et Hélène, et prend soin d'un enfant en tant que famille d'accueil. En 1916, Marie Heim-Vögtlin meurt d'une tuberculose pulmonaire.

## Engagement social
À partir de 1896, Marie Heim-Vögtlin est membre de la Société d'utilité publique des femmes suisses. Dans ce cadre, elle est cofondatrice, avec Anna Heer, de l’hôpital des femmes de Zurich dans la rue Hottinger, le premier hôpital gynécologique de Suisse, qui compte également une maternité et une école suisse de garde malades,. Elle en assure l’intendance et est membre du comité de la fondation dès son ouverture en 1901. Dans l'acte de fondation, il est stipulé que la direction générale ainsi que la direction médicale doivent être tenues par des femmes.
Elle participe activement aux mouvements pour le droit de vote des femmes . Elle s'engage  dans le mouvement de l’abstinence sexuelle et  cherche à ce que les prostituées ne travaillent  plus dans la rue . Elle publie plusieurs ouvrages

## Honneurs
En 1991, le Fonds national suisse nomme en son honneur un programme de bourse encourageant les chercheuses en Suisse ayant interrompu ou réduit leurs activités de recherche pour des raisons familiales, rejoint par la suite par un prix récompensant des chercheuses ayant accomplis des travaux scientifiques d'excellence.
Une ruelle près de l'hôpital pour femmes de Zurich porte son nom depuis 1995. En 2010, l'œuvre de Marie Heim-Vögtlin est honorée par la fraternité de  Fraumünster,. En 2016, le centième anniversaire de sa mort est marqué par un timbre de poste suisse.

## Œuvres
- 1898, Die Pflege des Kindes im ersten Lebensjahr,
- 1904. Rapport concernant l'âge de la capacité matrimoniale du sexe féminin
- 1904 Sag' mir die Wahrheit, liebe Mutter!
- 1904 Die Aufgabe der Mutter in der Erziehung der Jugend zur Sittlichkeit : Vortrag, gehalten an der Jahresversammlung des Zürcher Frauenbundes zur Hebung der Sittlichkeit am, Zürcher & Furrer éditions